# 紅石兵工廠
紅石兵工廠（英語：Redstone Arsenal）是一個位於美國阿拉巴馬州麥迪遜縣的非建制地區和人口普查指定地區。根據2010年美國人口普查，該地人口為1946人，而該地的面積約為20.10平方千米。

## 地理
紅石兵工廠的座標為34°41′03″N 86°39′15″W / 34.68417°N 86.65417°W，而該地最高點為海拔高度171米（即561英尺）。